# 格勒奇·亚诺什
格勒奇·亚诺什（匈牙利語：Göröcs János，1939年5月8日—2020年2月23日），匈牙利男子足球运动员，司职中场。他曾代表匈牙利参加1960年夏季奥林匹克运动会足球比赛，获得一枚铜牌。